# Musée préfectoral d'histoire d'Ibaraki
Le musée préfectoral d'histoire d'Ibaraki (茨城県立歴史館, Ibaraki kenritsu rekishikan) est un musée préfectoral situé à Mito, dans la préfecture d'Ibaraki au Japon. C'est un des nombreux musées japonais financés par une préfecture.
Le musée ouvre ses portes en 1974. La collection présente l'histoire d'Ibaraki et comprend également un certain nombre de reconstitutions de bâtiments de ferme de l'époque d'Edo,.